# Eucalyptus cypellocarpa
Eucalyptus cypellocarpa, llamado comúnmente "mountain grey gum" (eucalipto gris de montaña) también conocido como "mountain gum" (eucalipto de montaña), "monkey gum" (eucalipto mono) o "spotted mountain grey gum" (eucalipto gris de montaña moteado), es una especie de eucalipto perteneciente a la familia de las mirtáceas. Es un árbol recto de corteza lisa, de hasta 65 metros de altura nativo de los bosques de Australia.

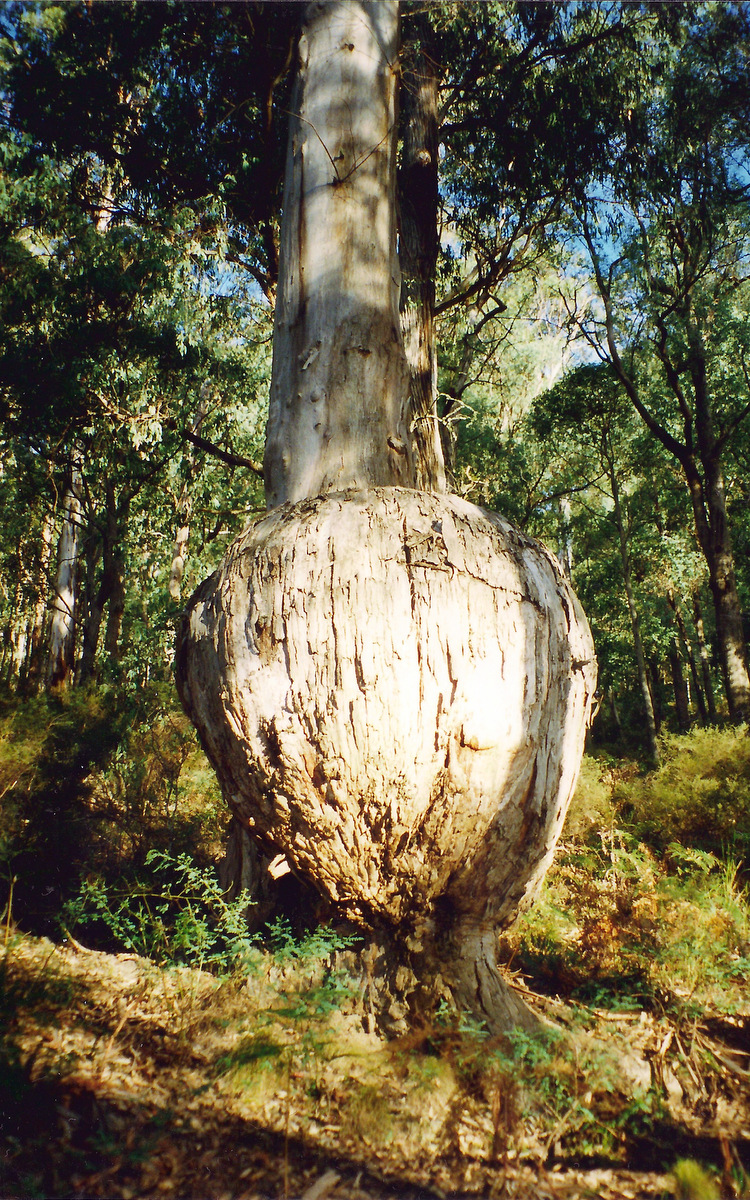
Detalle del tronco

## Características
Este eucalipto es desde un pequeño a un árbol muy grande. Tiene una corteza lisa que desprende algunas láminas. Los colores pueden variar desde el amarillo al café dorado, hasta el gris o el blanco. Este árbol tiene algunas de las hojas más largas del género, hasta 35 cm con una ligera forma de hoz. Los capullos de la flor son blancos y se parecen mucho a un cilindro con una punta en forma de cono. El fruto tiene forma de barrilito y mide 1cm de largo y 0.9 cm de diámetro, con un disco hundido.

## Distribución
El eucalipto de montaña tiende a crecer en bosques esclerófilos, barrancos y laderas de media altitud. 
Se distribuye en un rango de 30.25-39 grados latitud sur, el eucalipto de montaña crece desde el nivel del mar hasta altitudes de 1200 m y crece en medio ambientes desde frescos a tibios, y desde húmedos a subhúmedos. 
Tiene una distribución de temperatura desde -2C - 31C con lluvias anuales de 700-1300 mm.

## Taxonomía
Eucalyptus cypellocarpa fue descrita por Lawrence Alexander Sidney Johnson y publicado en Contributions from the New South Wales National Herbarium 3: 114. 1962.
Etimología
Eucalyptus: nombre genérico que proviene del griego antiguo: eû = "bien, justamente" y kalyptós = "cubierto, que recubre". En Eucalyptus L'Hér., los pétalos, soldados entre sí y a veces también con los sépalos, forman parte del opérculo, perfectamente ajustado al hipanto, que se desprende a la hora de la floración.
cypellocarpa: epíteto latíno 
Sinonimia
- Eucalyptus goniocalyx var. acuminata Benth., Fl. Austral. 3: 230 (1867).
- Eucalyptus goniocalyx var. parviflora Blakely & McKie, Proc. Linn. Soc. New South Wales 63: 66 (1938).[3]